# Comberouger
Comberouger är en kommun i departementet Tarn-et-Garonne i regionen Occitanien i södra Frankrike. Kommunen ligger i kantonen Verdun-sur-Garonne som tillhör arrondissementet Montauban. År 2022 hade Comberouger 268 invånare.

## Befolkningsutveckling
Antalet invånare i kommunen Comberouger
| Referens: INSEE |

## Platser och monument

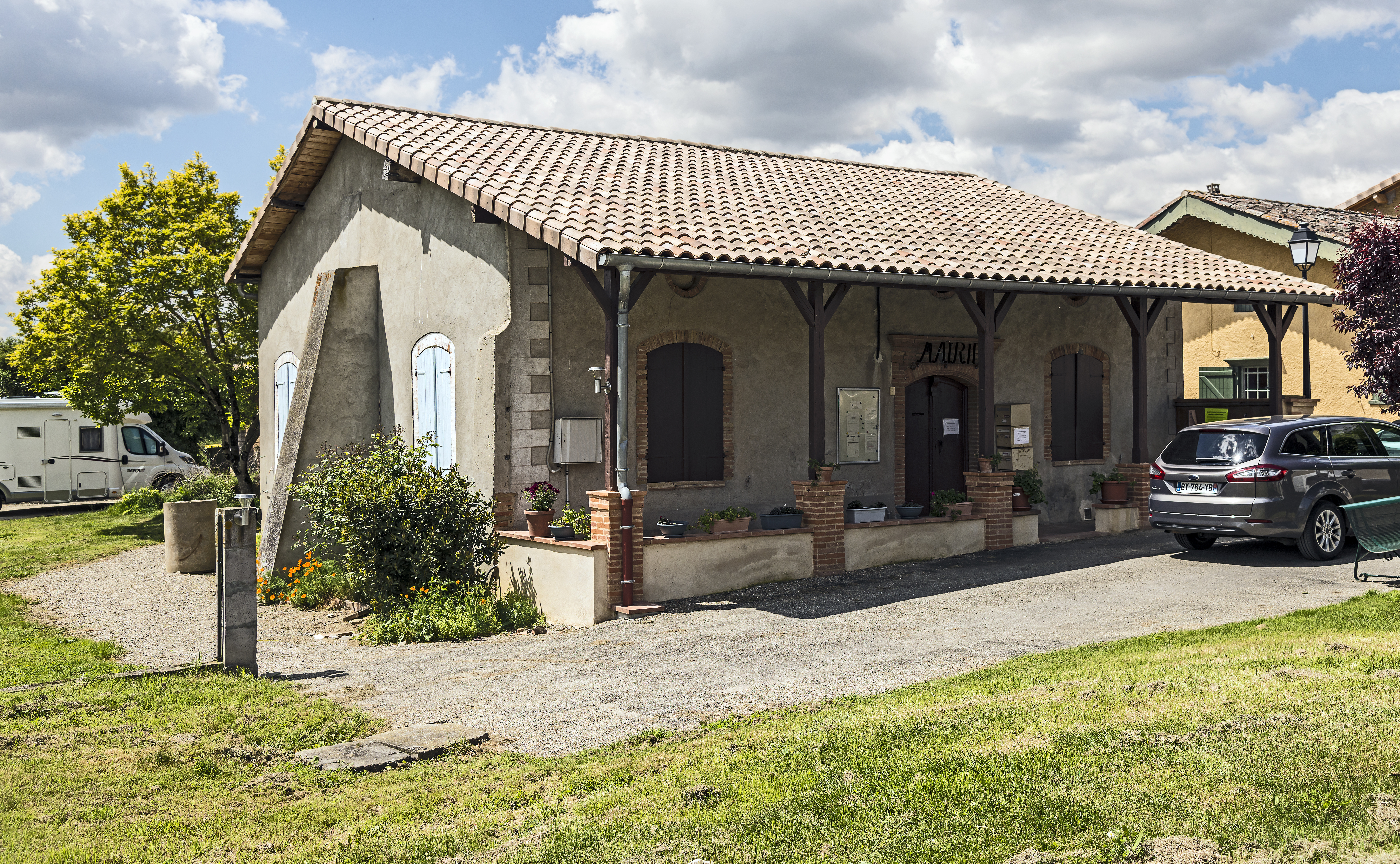
Rådhuset
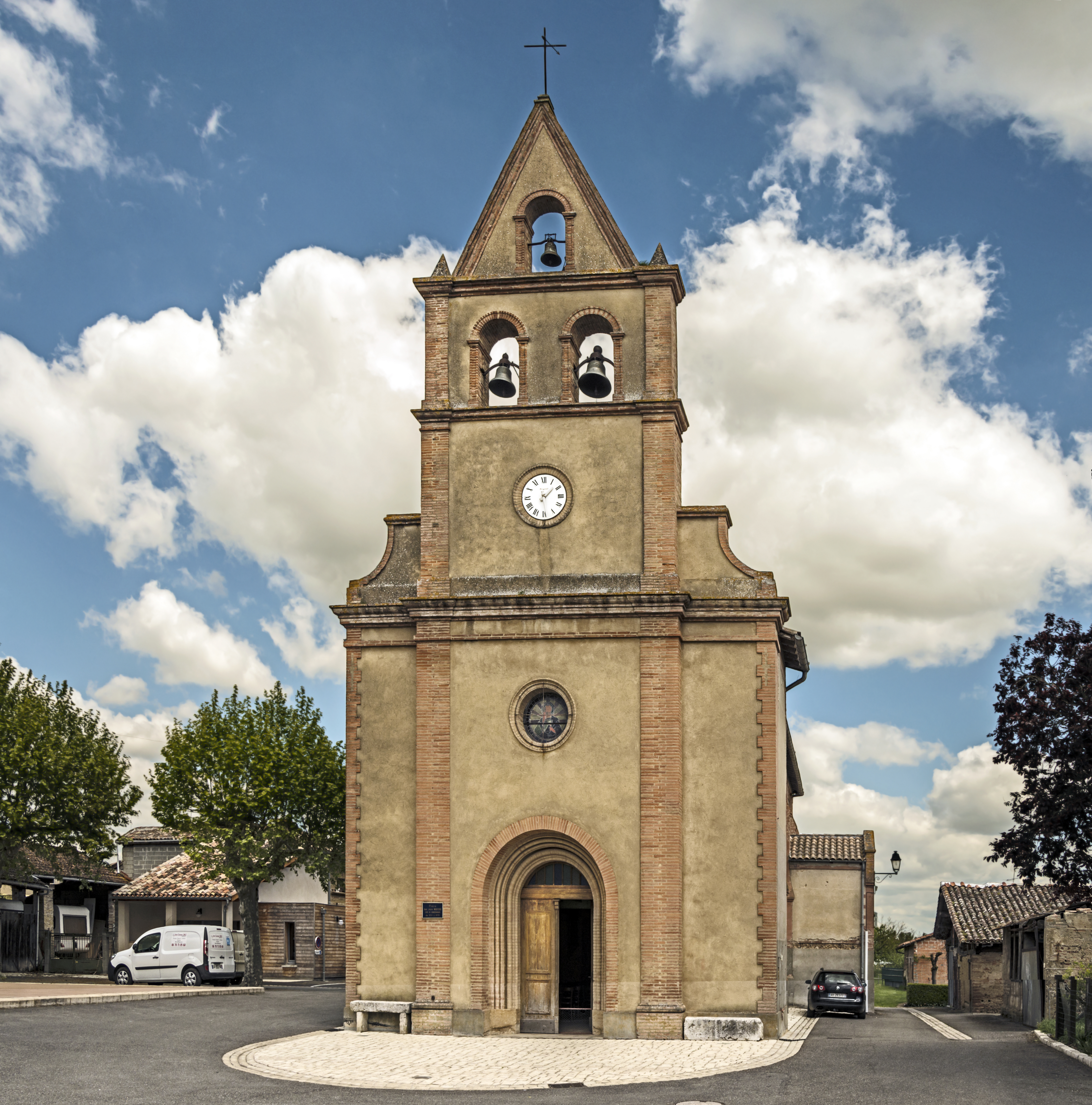
Kyrkan
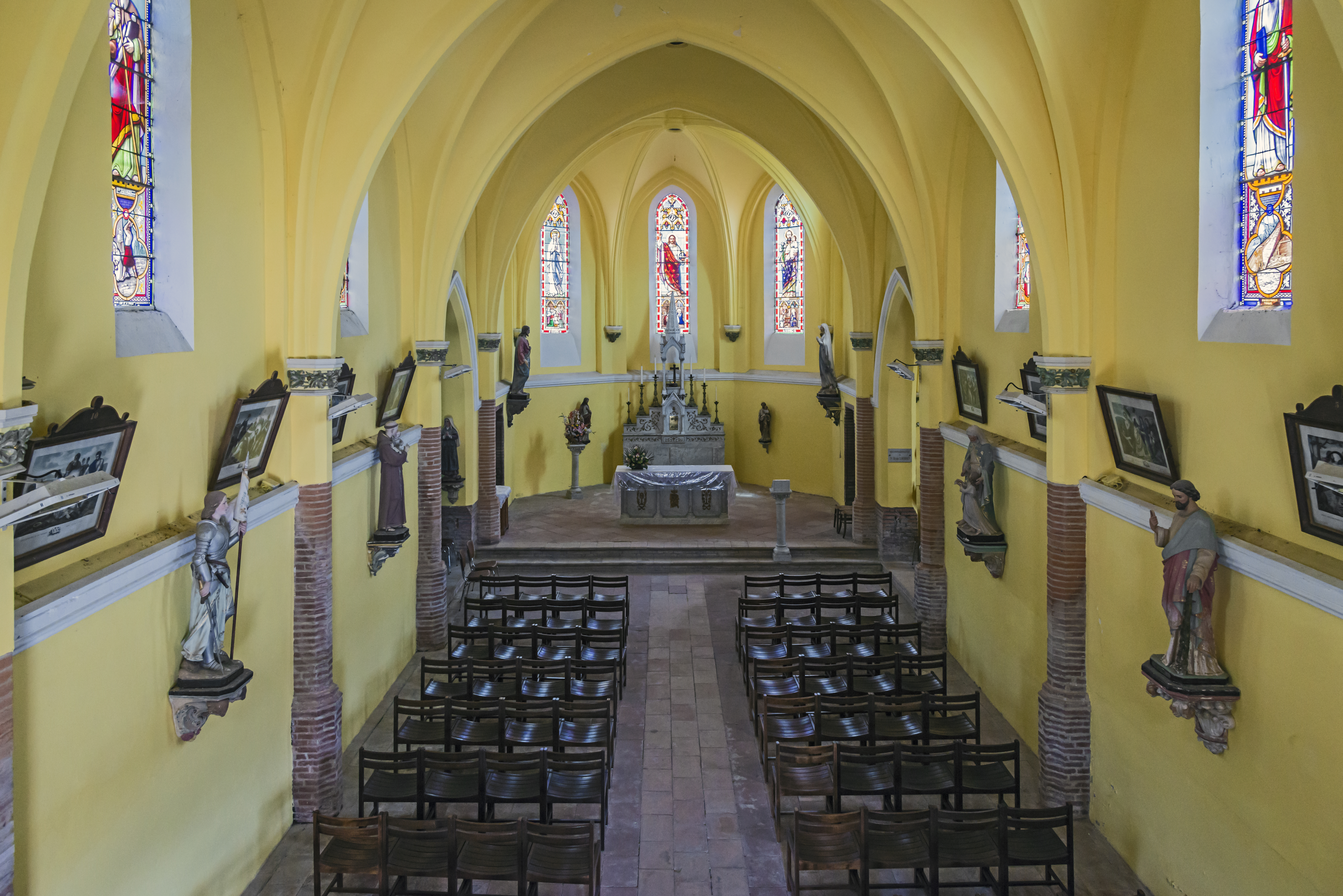
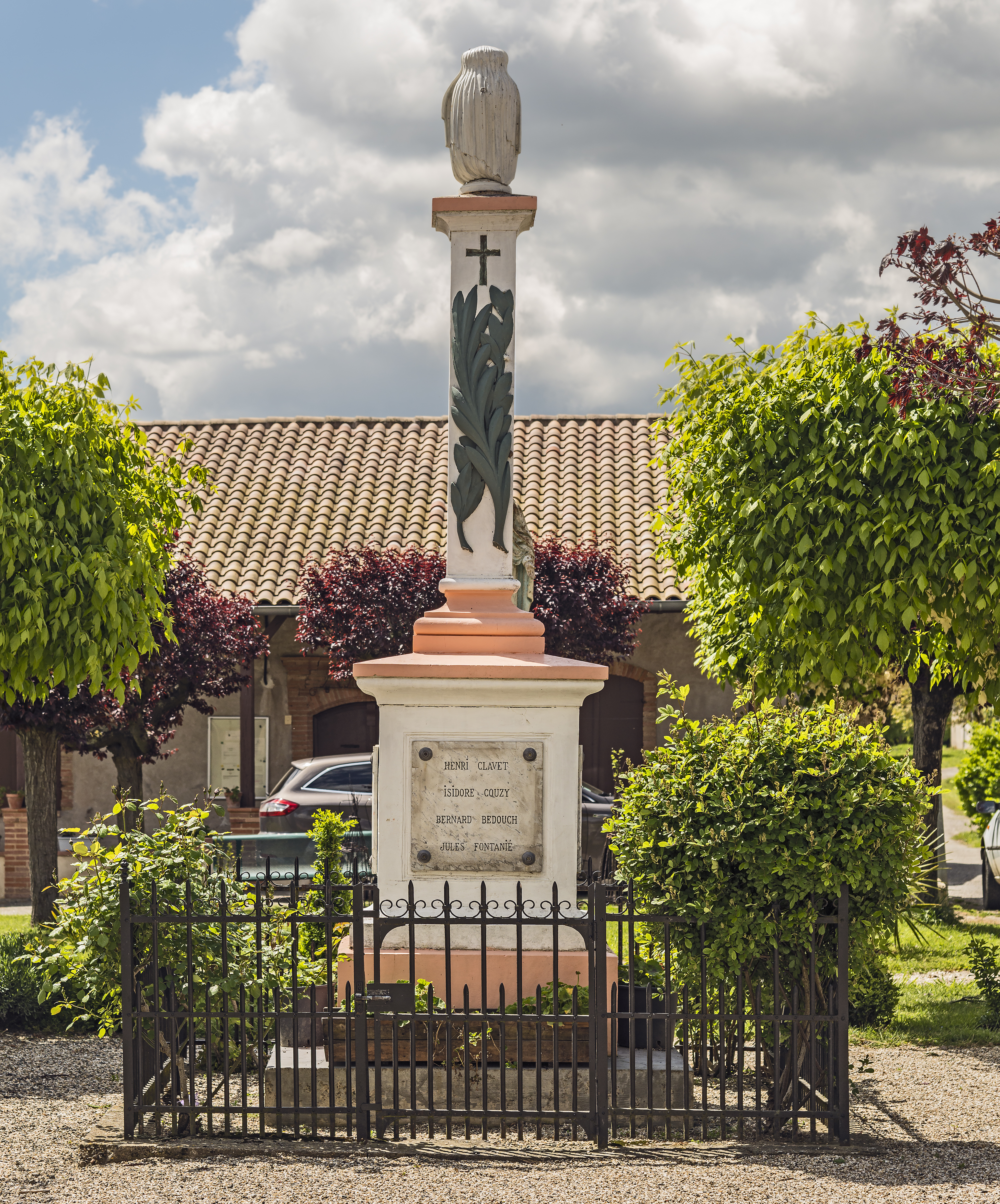
Krigsmonument